# Düwag ET12
Düwag ET12 – wąskotorowe wagony tramwajowe dla ruchu podmiejskiego, zakupione w 1967 r. przez niemieckie miasto Mannheim dla linii kolejowej Bad Dürkheim – Ludwigshafen-Oggersheim. W okresie produkcji były najdłuższymi tramwajami na świecie. W nawiązaniu do swoich wymiarów otrzymały potoczną nazwę Tatzelwurm.

## Historia
Od 1958 r. przedsiębiorstwo transportowe z Mannheimu kupowało sześcioosiowe przegubowe wagony tramwajowe. W 1966 r. postanowiono zakupić cztery 12-osiowe wagony przegubowe w Duewagu. Dostarczono je koleją w częściach w okresie od lutego (jeden wagon) do kwietnia (trzy wagony) 1967. Na miejscu wagony zmontowali pracownicy Duewagu. Gotowe tramwaje wprowadzono do eksploatacji 17 kwietnia 1967 r. W momencie produkcji były to najdłuższe wagony tramwajowe na świecie. Dopiero w 1994 r. RHB zakupiło dłuższe pojazdy.
Pierwotnie ET12 były przypisane do przewoźnika z Mannheimu, ale 1 lipca 1977 r. przekazano je przewoźnikowi z Ludwigshafen. 1 stycznia 1988 r. wagony nr 1021 i 1022 przejął Rhein-Haardtbahn GmbH (RHB) w zamian za skasowane wagony 6-osiowe, a w 2005 r. tramwaje wniesiono do nowo założonego przedsiębiorstwa Rhein-Neckar-Verkehr GmbH (RNV).
W ciągu ponad 40 lat eksploatacji przeprowadzano różne modernizacje, m.in. w wagonie nr 1022 w 1993 r. wydzielono przedział rowerowy.

## Konstrukcja

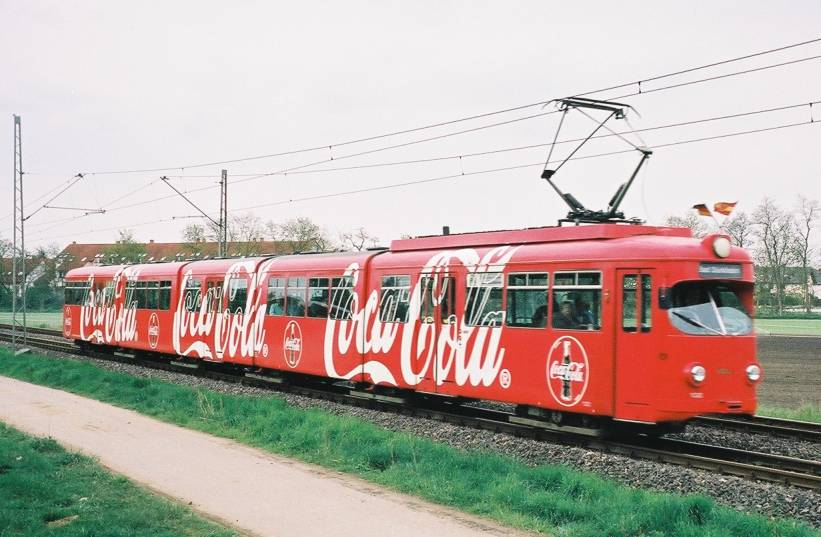
Wagon nr 1020 w 2004 r.

ET12 to jednokierunkowy, pięcioczłonowy, 12-osiowy, wąskotorowy wagon tramwajowy przeznaczony dla ruchu podmiejskiego. Człony połączono przegubami, pod którymi zamontowano dwuosiowe wózki toczne. Wózki napędowe zlokalizowano pod pierwszym i piątym członem. Na jeden wózek napędowy przypada jeden silnik prądu stałego o mocy 150 kW.
Z uwagi na konieczność dostosowania tramwaju do eksploatacji na linii kolejowej, otrzymał on trzy reflektory i niewielką liczbę drzwi: dwoje w członach skrajnych (pierwsze pojedyncze, drugie podwójne) i jedne w środkowym (podwójne).

## Dostawy
| Państwo        | Miasto                  | Lata dostaw    | Liczba | Numery taborowe |       |
| -------------- | ----------------------- | -------------- | ------ | --------------- | ----- |
| Niemcy         | Mannheim i Ludwigshafen | 1967           | 4      | 1019–1022       | [ 4 ] |
| Łączna liczba: | Łączna liczba:          | Łączna liczba: | 4      |                 |       |